# Nicolas Geneviève Huet

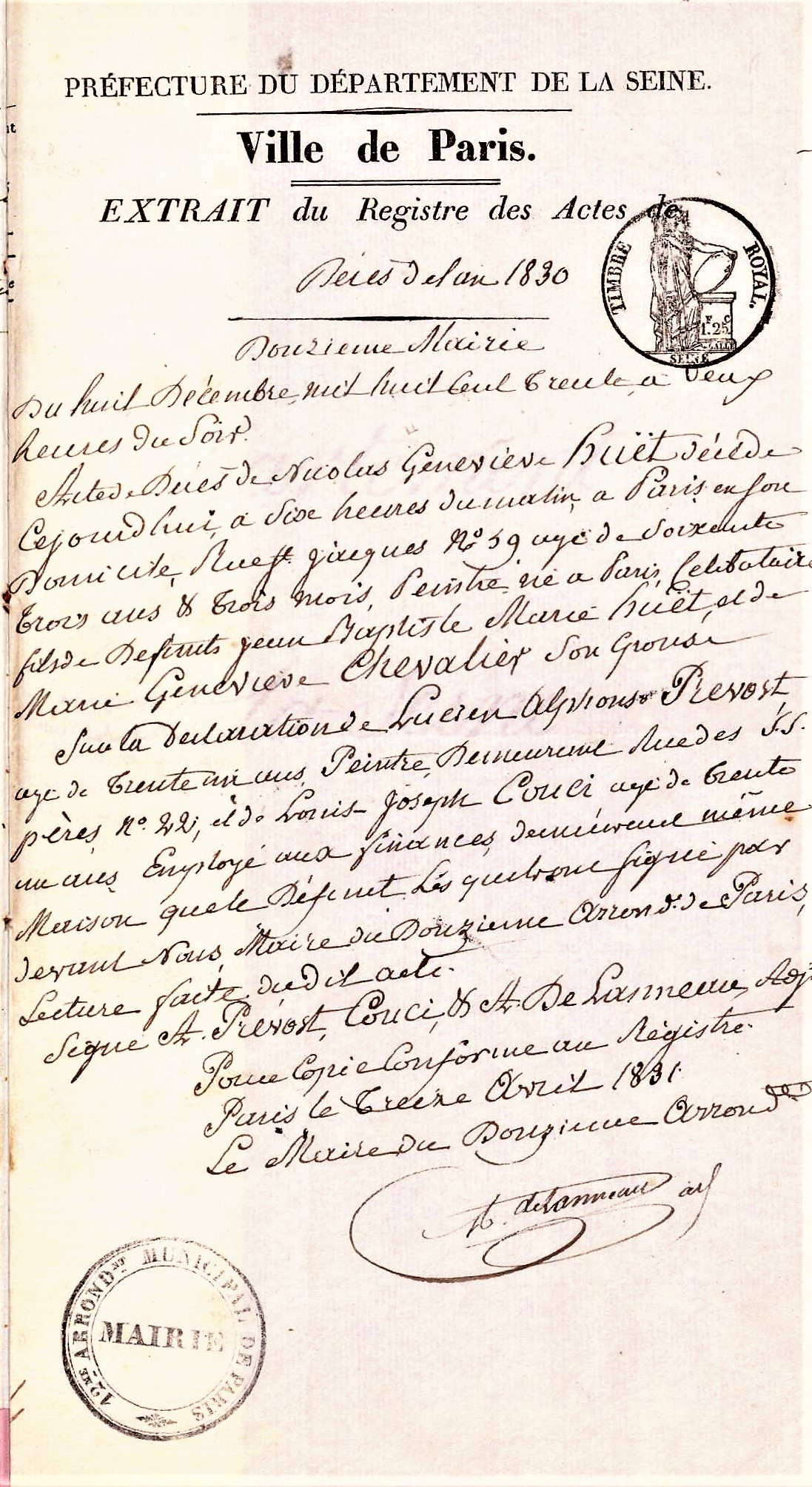
Kopie Registrierung seines Todes am 8. Dezember 1830

Nicolas Geneviève Huet (* August oder September 1767 in Paris; † 8. Dezember 1830 ebenda), auch als Nicolas Huet der Jüngere oder als Nicolas Huet le Jeune bekannt, war ein französischer Tiermaler und Graveur, der von 1788 bis 1830 tätig war.

## Leben
Nicolas Huet war der älteste Sohn und Schüler von Jean-Baptiste Huet und der Enkel von Nicolas Huet dem Älteren, die beide geschickte Maler und Kupferstecher des Tierlebens waren. Er wurde in der Nähe des Louvre geboren, wo sein Vater ein Atelier hatte. Im Jahr 1792 meldete er sich mit seinen beiden Brüdern François Huet (1772–1813) und Jean-Baptiste Huet II (1772–1852) zum Armeedienst in Seine-et-Oise, wo er Leutnant wurde und an der Schlacht bei Jemappes teilnahm. Außerdem wirkte er zwischen 1798 und 1801 an der wissenschaftlichen und künstlerischen Erforschung Ägyptens durch Napoleon mit und illustrierte anschließend den Bericht der Regierung. Huet war ein geschickter Aquarellist und Kupferstecher, der sich einen Ruf als naturgeschichtlicher Zeichner erwarb. Im Oktober 1804, nach dem Tod des Zeichners Pierre Oudinot, wurde er als Maler im Muséum national d’histoire naturelle und in der Menagerie von Kaiserin Joséphine angestellt, wo er eine Sammlung von Säugetieren, Vögeln und Pflanzen porträtierte, die auf 400 Pergamentblättern dargestellt wurden. Er illustrierte auch Werke der Naturforscher Étienne Geoffroy Saint-Hilaire und Georges Cuvier.
Für die Bibliothek des Muséum national d’histoire naturelle schuf Huet Darstellungen von Blumen und Früchten sowie eine Serie von 246 Tierzeichnungen auf Pergament, die 1808 als Collection de mammifères du Muséum national d’histoire naturelle veröffentlicht wurden. Von 1823 bis 1830 war er Professeur d’iconographie des animaux und stellte bis kurz vor seinem Tod in verschiedenen Salons Zeichnungen und Aquarelle von Tieren aus. Huet erhielt auch den Auftrag, für Persönlichkeiten wie Friedrich August II. von Sachsen und dem Militäroffizier André Masséna kunstvolle Zeichnungen von Tieren, oft auf Pergament, anzufertigen. Für die Sammlung des Herzogs von  Orléans schuf er 120 Aquarelle.
Huet war einer von sechs Zeichnern, die die zoologische Ausbeute von Freycinets Weltumseglung (1817–1820) illustrierten. In Zusammenarbeit mit Jean-Gabriel Prêtre fertigte er 600 Kupferplatten für das fünfbändige Werk Nouveau recueil de planches coloriées d'oiseaux, pour servir de suite et de complément aux planches enluminées de Buffon von Coenraad Jacob Temminck an, das zwischen 1820 und 1838 veröffentlicht wurde. Er illustrierte auch Histoire naturelle des mollusques terrestres et fluviatiles von André Étienne d’Audebert de Férussac und Gérard Paul Deshayes. Nach dem Tod von Gerard van Spaendonck im Jahr 1822 übernahmen Huet und Pierre-Joseph Redouté die Leitung des Ikonografie-Kurses am Muséum national d’histoire naturelle.
Die Gebrüder Lambert veröffentlichten eine Reihe seiner Bilder, die von Huets Bruder Jean-Baptiste gestochen wurden.
Huet starb 1830 in seiner Wohnung in der rue Saint-Jacques, n° 59 und hinterließ keine Kinder. Der Tod wurde von seinem Schüler Lucien Alphonse Prévost und Louis Joseph Couci offiziell angezeigt.

## Dedikationsnamen
Coenraad Jacob Temminck benannte 1830 den Schwarzstirnpapagei (Touit huetii) zu Ehren von Nicolas Huet.

## Galerie
Auswahl von Nicolas Huets Illustrationen:

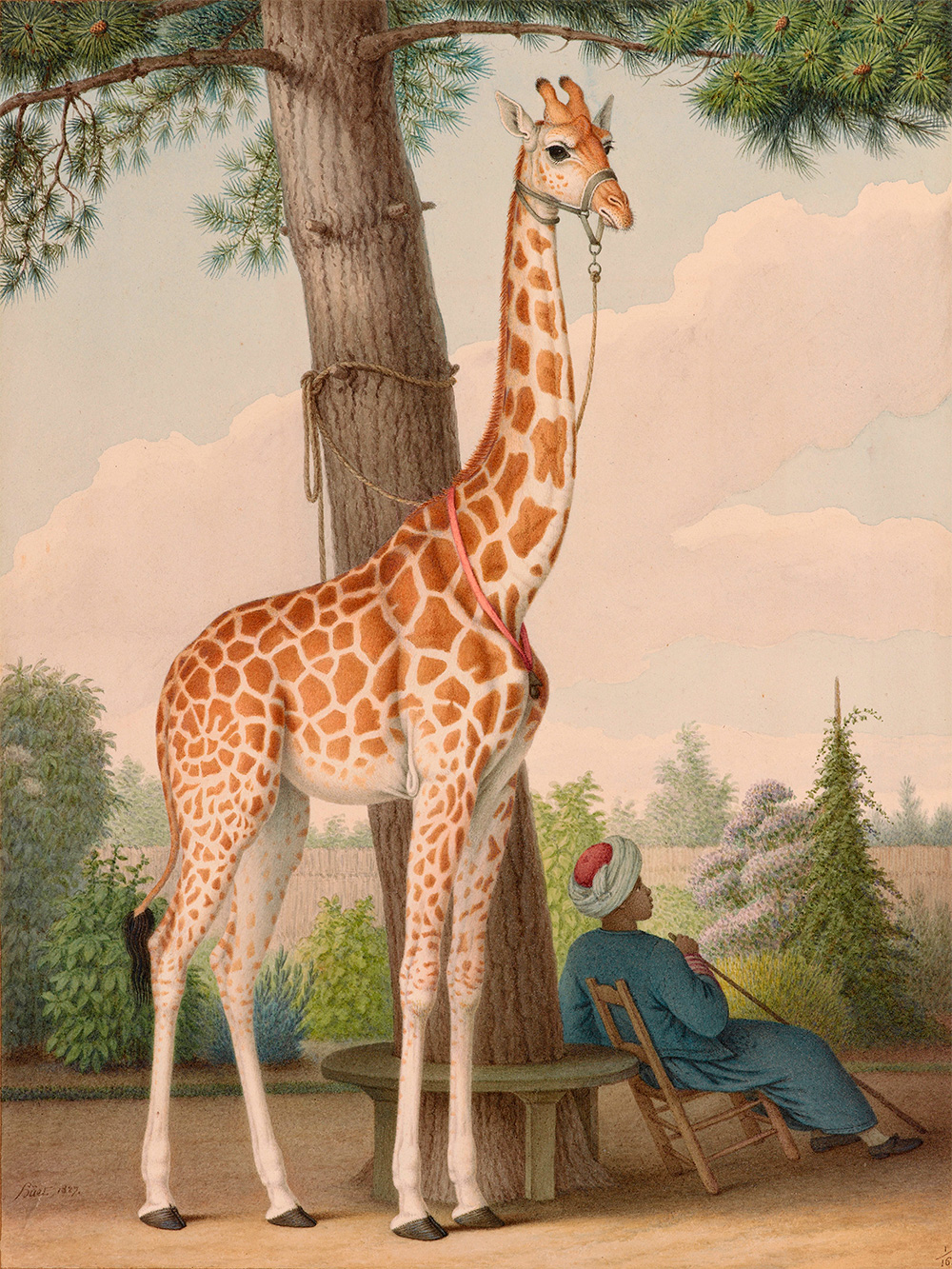
Porträt der Giraffe Zarafa
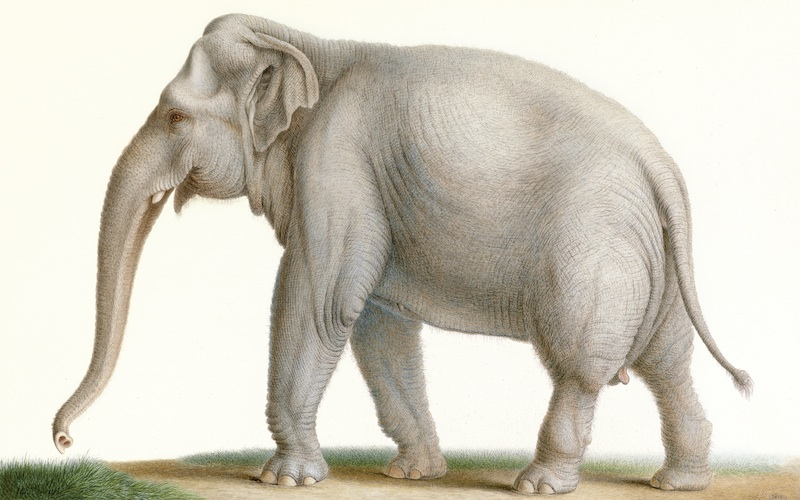
Sri-Lanka-Elefant
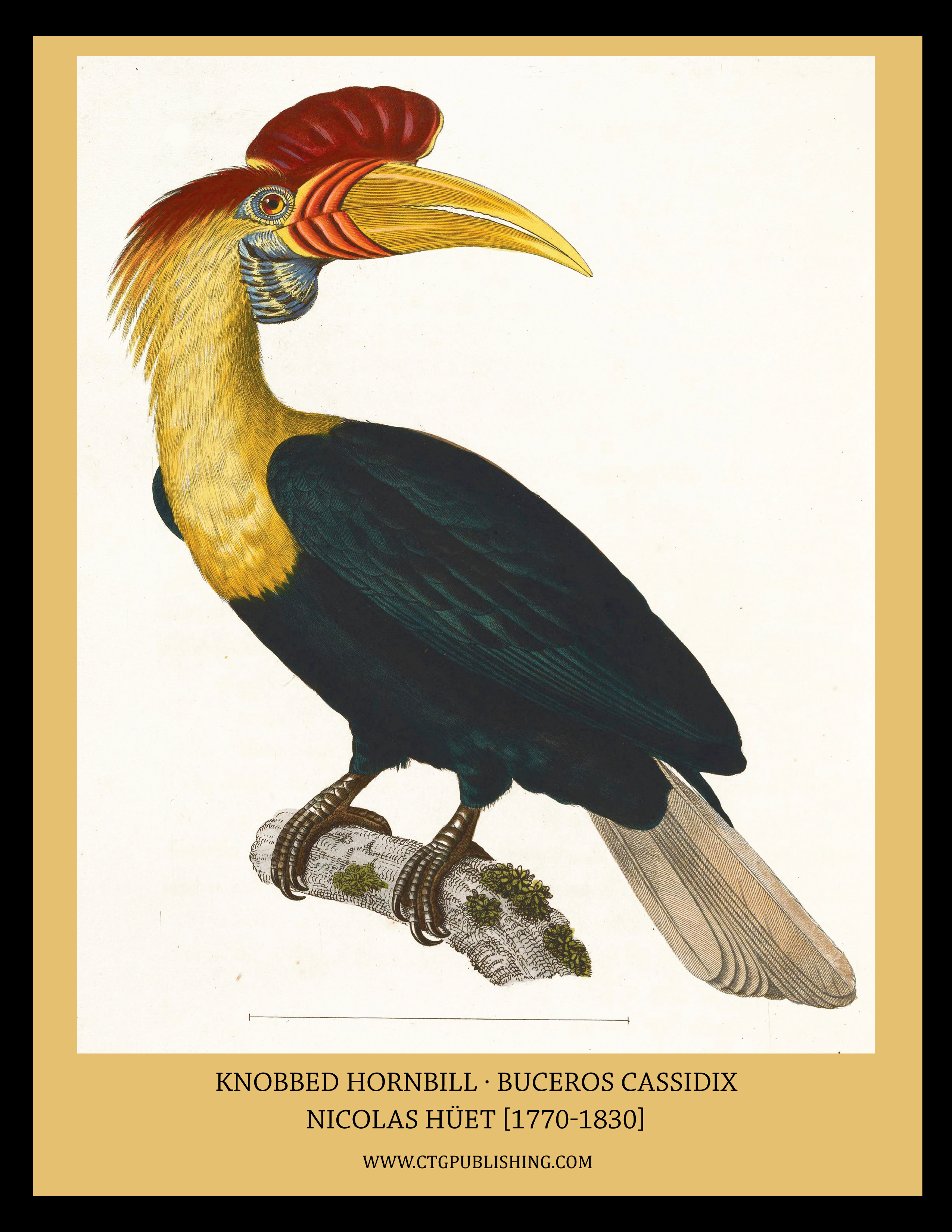
Helmhornvogel
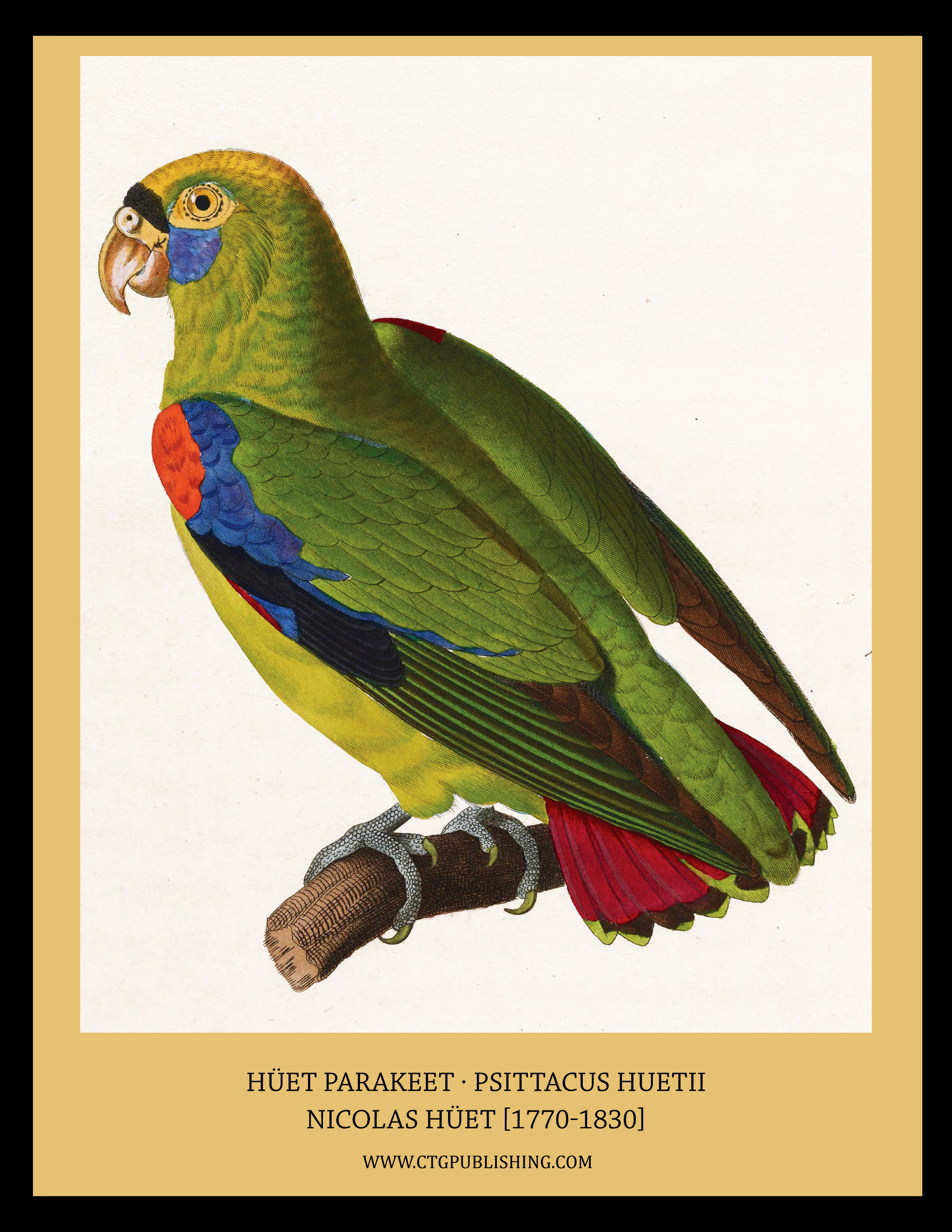
Schwarzstirnpapagei
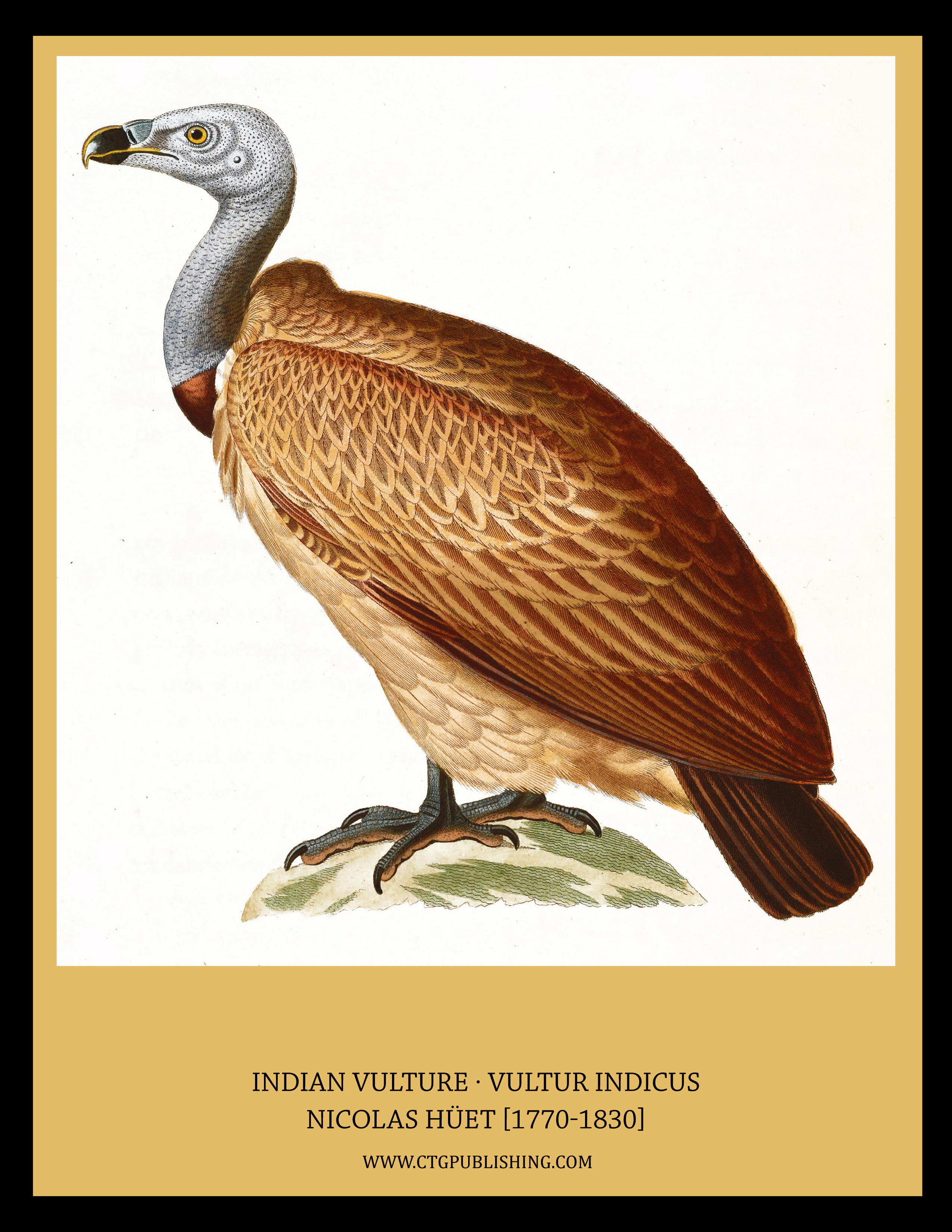
Indiengeier
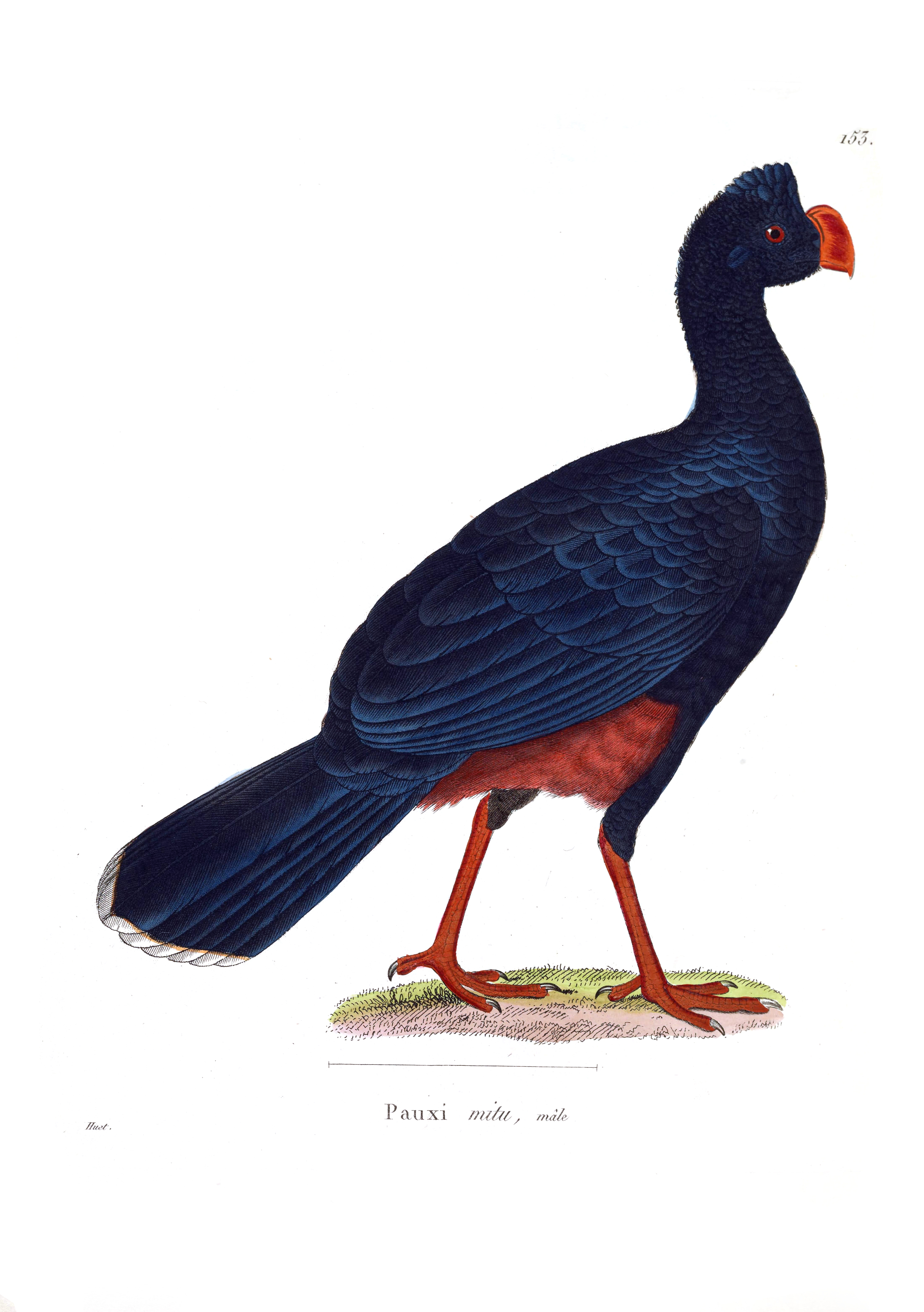
Mituhokko